# Scomberomorus semifasciatus
Scomberomorus semifasciatus es una especie de peces de la familia Scombridae en el orden de los Perciformes.

## Morfología
• Los machos pueden llegar alcanzar los 120 cm de longitud total y los 10 kg de peso.

## Distribución geográfica
Se encuentra al sur de Papúa Nueva Guinea y al norte de Australia (en Australia Occidental hasta el norte de Nueva Gales del Sur ).